# Connie Price-Smith
Connie Price-Smith (Misuri, Estados Unidos, 3 de junio de 1962) es una atleta estadounidense retirada especializada en la prueba de lanzamiento de peso, en la que consiguió ser subcampeona mundial en pista cubierta en 1995.

## Carrera deportiva
En el Campeonato Mundial de Atletismo en Pista Cubierta de 1995 ganó la medalla de plata en el lanzamiento de peso, con una marca de 19.12 metros, tras la alemana Kathrin Neimke y por delante de otra alemana Grit Hammer (bronce con 19.02 metros).